# Warlingham
Warlingham – wieś w Anglii, w hrabstwie Surrey, w dystrykcie Tandridge. Leży 23 km na południe od centrum Londynu. Miejscowość liczy 7970 mieszkańców.